# Antonio Calle
José Antonio Sánchez de la Calle, kurz Calle (* 17. Oktober 1978 in Madrid), ist ein spanischer Fußballspieler, der seit Januar 2011 bei Albacete Balompié in der spanischen Segunda División B spielt.

## Spielerkarriere

### Amateurvereine
Der gebürtige Madrilene Antonio Calle startete seine Karriere als Fußballer 1996 im B-Team von Rayo Vallecano. Anschließend kam er über den Amateurverein CD Fuencarral zur Zweitvertretung von Atlético Madrid. Doch dort scheiterte er und ging schon nach einem halben Jahr zum Colegio Amorós. Weitere Stationen für Antonio Calle waren der FC Talavera und CD Onda, wo er die folgenden beiden Jahre verbrachte.

### Profifußball
Im Jahre 2001 wechselte Antonio Calle zum Zweitliga-Aufsteiger Deportivo Xerez. Zum zweiten Mal in seiner Karriere spielte er in der Segunda División. Mit Xerez verpasste er nur knapp den Aufstieg in die erste Liga. Nach drei verpassten Aufstiegen ging der Stürmer 2004 zum Liga-Rivalen Recreativo Huelva. Mit den Andalusiern schaffte er 2005/2006 doch noch den Aufstieg in die Erstklassigkeit. Das Glück hielt jedoch nicht lange an. Schon nach der Hinrunde der Saison 2006/2007 verließ er den Verein wieder, da er nicht mehr eingesetzt wurde und ging zurück in die zweite Liga, wo er ein halbes Jahr lang für Albacete Balompié spielte.

### Die letzten Jahre
Im Sommer 2007 schließlich unterschrieb Calle einen Vertrag beim Erstliga-Absteiger Gimnàstic de Tarragona. Dort konnte er nach langer Zeit wieder einen Stammplatz ergattern und traf vier Mal in 28 Spielen. Nach der Saison verließ er den Verein jedoch bereits erneut und unterschrieb beim Ligarivalen Deportivo Xerez. In Xerez kam er nur selten über die volle Distanz zum Einsatz und durfte zumeist als Einwechselspieler ran. Dennoch konnte er in 29 Spielen acht Tore erzielen und hatte damit seinen Anteil am Aufstieg in die Primera División. Dennoch verließ er den Klub und wechselte zum Ligakonkurrenten FC Girona. Dort kam er erst in der Rückrunde zum Zuge und wechselte im Sommer 2010 erneut innerhalb der Segunda División. Diesmal schloss er sich dem gerade aus der Primera División abgestiegenen Real Valladolid an. Nach vier Toren in den ersten drei Begegnungen der Saison konnte er keinen weiteren Treffer mehr erzielen und verlor schließlich seinen Stammplatz.
Aus diesem Grund wechselte er im Winter 2011 zum spanischen Drittligisten Albacete Balompié.

## Erfolge
- Aufstieg in die Primera División: 2006, 2009